# Jógvan á Lakjuni

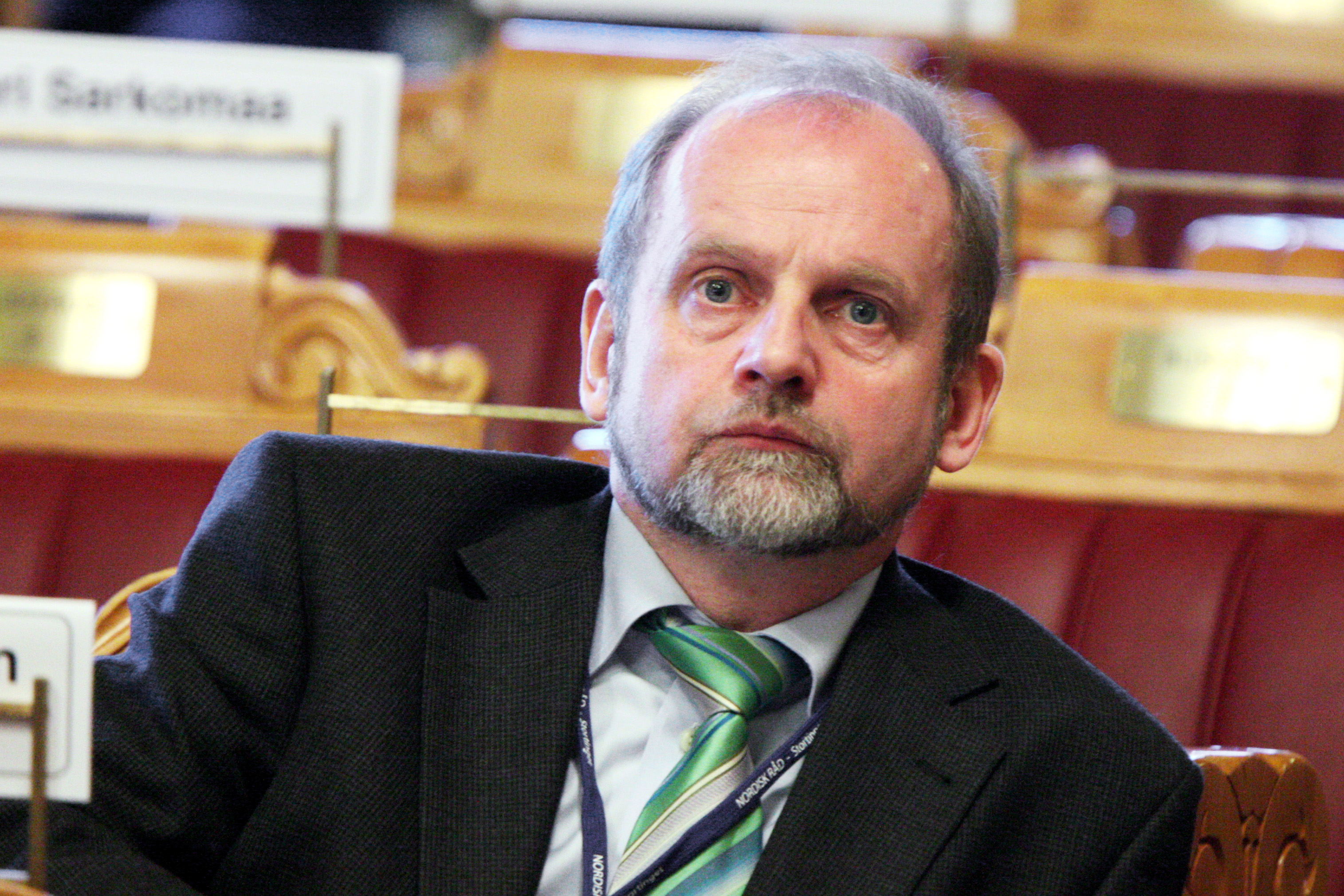
Jógvan á Lakjuni

Jógvan á Lakjuni (* 13. November 1952 in Fuglafjørður, Färöer) ist ein färöischer Politiker der konservativen Volkspartei (Fólkaflokkurin) und seit November 2011 Präsident des Løgtings.
Jógvan á Lakjuni ist der Sohn von Maria und Jákup Oluf á Lakjuni. Verheiratet ist er mit Oddvør, geborene Gunnarsson. Zusammen haben sie vier Söhne und eine Tochter.
Lakjuni ist Lehrer und studierte an der Universität der Färöer. 1969–72 arbeitete er als Seemann, 1977–89 als Volksschullehrer in Fuglafjørður. Seit 1989 ist er Lehrer an der Handelsschule in Kambsdalur. 1994–96 saß er im Landesschulrat, dessen Vorsitzender er anderthalb Jahre war.
Seit 1998 ist Lakjuni Mitglied des Løgtings. 2004 bis 2008 war er Gesundheitsminister.
Privat ist Lakjuni ein Musiker, der viele Lieder komponiert hat. In den 1980er Jahren war er Frontmann der färöischen Band Bros. Lakjuni ist nicht Mitglied der lutherischen Volkskirche, sondern einer Brüdergemeinde. 